# Moje 3
Moje 3 var en serbisk musikgruppe. De repræsenterede Serbien i Eurovision Song Contest 2013 med sangen "Ljubav je svuda"
| Musikgruppe | Spire Denne artikel om en musikgruppe er en spire som bør udbygges. Du er velkommen til at hjælpe Wikipedia ved at udvide den. |